# أوليفيا ديجونج
أوليفيا ديجونج (بالإنجليزية: Olivia DeJonge)‏ (مواليد 30 أبريل 1998 في ملبورن)، هي ممثلة أسترالية بدأت مسيرتها الفنية سنة 2011، اشتهرت بدورها في فيلم الزيارة سنة 2015.

## الأعمال

### الأفلام
- الزيارة (2015)
- من الأفضل أن تحترس (2017)

## وصلات خارجية
- أوليفيا ديجونج على موقع IMDb (الإنجليزية)
- أوليفيا ديجونج على موقع ميتاكريتيك (الإنجليزية)
- أوليفيا ديجونج على موقع روتن توميتوز (الإنجليزية)
- أوليفيا ديجونج على موقع ألو سيني (الفرنسية)
- أوليفيا ديجونج على موقع قاعدة بيانات الفيلم (الإنجليزية)